# Euphorbia eilensis
Euphorbia eilensis är en törelväxtart som beskrevs av Susan Carter. Euphorbia eilensis ingår i släktet törlar, och familjen törelväxter.
Artens utbredningsområde är Somalia. Inga underarter finns listade i Catalogue of Life.